# Ocaranza
Ocaranza es un despoblado que actualmente forma parte del concejo de Larrínoa, que está situado en el municipio de Cigoitia, en la provincia de Álava, País Vasco (España).

## Toponimia
A lo largo de los siglos ha sido conocido también con el nombre de Ocarança.

## Historia
Documentado desde 1378, era una pequeña localidad dedicada casi íntegramente a la elaboración de harinas en la que llegó a haber hasta quince molinos. Se desconoce cuándo se despobló.